# Vaspör
Vaspör è un comune dell'Ungheria di 408 abitanti (dati 2001). È situato nella contea di Zala.